# Бразильско-нигерийские отношения
Бразильско-нигерийские отношения — двусторонние дипломатические отношения между Бразилией и Нигерией. Государства являются членами Группы 77 и Организации Объединённых Наций. Бразилия и Нигерия традиционно поддерживают многосторонние отношения с сильным влиянием Нигерии на бразильскую культурную и социальную формацию.

## История

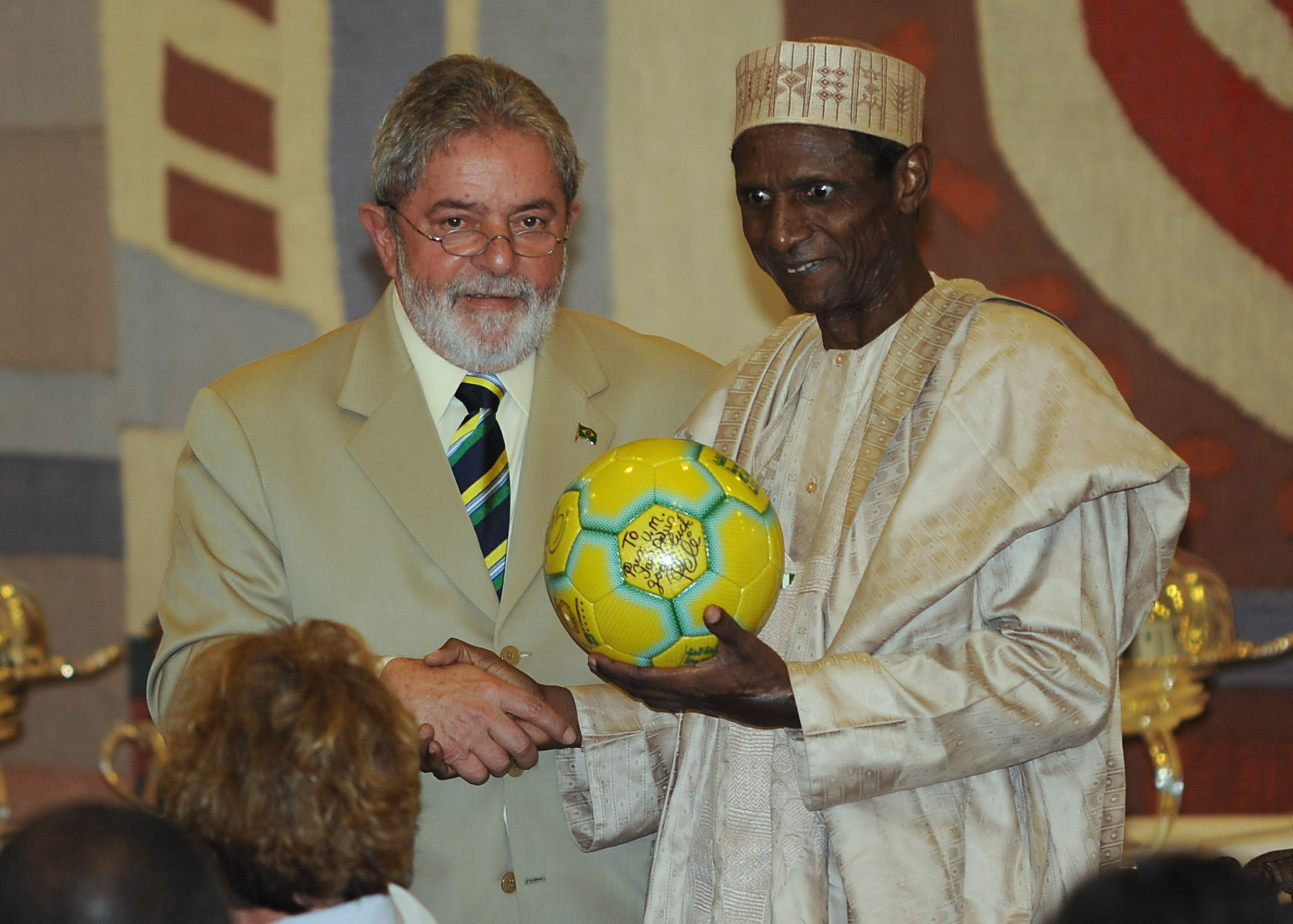
Президент Бразилии Лула да Силва и президент Нигерии Умару Яр-Адуа в Бразилиа в 2009 году.

Во время трансатлантической работорговли Португалия перевезла множество африканских рабов из Нигерии в Бразилию, в первую очередь в штат Баия. В XIX веке многие эмансипированные афробразильцы стали переселяться в Западную Африку. Бразильцы в Нигерии стали известны как «агудас» и создали бразильский квартал в Лагосе. Перепись, проведённая в 1888 году британским колониальным правительством в Нигерии, зафиксировала в Лагосе 3221 бразильца.
В октябре 1960 года Нигерия получила независимость от Великобритании. Бразилия была единственной южноамериканской страной, приглашенной на провозглашение независимости Нигерии, и государства установили дипломатические отношения. В 1961 году Бразилия открыла постоянное посольство в Лагосе, а в 1966 году Нигерия открыла постоянное посольство в Бразилиа. Первоначально отношения оставались сосредоточенными больше на культурных связях и исторической близости, чем на каких-либо глубоких коммерческих связях.
В 1983 году президент Бразилии Жуан Фигейреду стал первым главой бразильского государства, посетившим Нигерию. В 2005 году президент Бразилии Луис Инасиу Лула да Силва посетил Нигерию, и посольство Бразилии в Лагосе было переведено в Абуджу. В том же году президент Нигерии Олусегун Обасанджо стал первым главой нигерийского государства, посетившим Бразилию. 
Бразилия и Нигерия продолжают поддерживать тесные культурные связи. Нигерийский Centre for Black and African Arts and Civilization и правительство Бразилии (через специальный секретариат) предпринимают совместные усилия по продвижению политики расового равенства. В декабре 2019 года министр иностранных дел Бразилии Эрнесту Араужу посетил Нигерию, где встретился с министром иностранных дел Джеффри Оньеамой. В ходе визита министр иностранных дел Эрнесту Араужу подчеркнул, что бразильско-нигерийское сотрудничество должно определяться тремя основными столпами: экономика (торговля и инвестиции), оборона и безопасность, а также расширение культурных связей. Кроме того, обе стороны отметили потенциал сельскохозяйственного сотрудничества с развитием технологий для агробизнеса, которые обеспечивают более высокую производительность без ущерба для окружающей среды, и подчеркнули двустороннюю программу развития сельского хозяйства под названием «Зеленый императив».

## Двусторонние соглашения
Между государствами подписано несколько соглашений, таких как: Соглашение о сотрудничестве в области культуры и образования (2000 год); Соглашение о торговле и инвестициях (2005 год); Соглашение о техническом сотрудничестве (2005 год); Соглашение о культурном сотрудничестве (2005 год); Соглашение о регулярных политических консультациях (2005 год); Соглашение об энергетическом сотрудничестве (2009 год); Меморандум о взаимопонимании по широким направлениям межнационального сотрудничества (2010 год); Соглашение о сотрудничестве в области обороны (2010 год) и Меморандум о взаимопонимании по созданию механизма двустороннего стратегического диалога (2013 год).

## Дипломатические представительства
- У Бразилии есть посольство в Абудже и генеральное консульство в Лагосе[6].
- Нигерия имеет посольство в Бразилиа[7].